# سپاه افسران ویژه دولتی اقیانوسی و جوی ملی
سپاه افسران ویژه دولتی اقیانوسی و جوّی ملّی (به انگلیسی National Oceanic and Atmospheric Administration Commissioned Officer Corps) و به شکل غیررسمی شناخته شده با نام سپاه NOAA (به انگلیسی NOAA corps) یکی از هشت سرویس یونیفرم دار ایالات متحده آمریکا و تحت نظارت وزارت ملّی اقیانوسی و جوّی (نمایندگی علمی وزارت بازرگانی آمریکا)می‌باشد. سپاه NOAA از افسران آموزش دیده از لحاظ علمی و فنی تشکیل شده‌است. سپاه NOAA و سپاه ویژه خدمات بهداشت عمومی ایالات متحده تنها نیروهای خدماتی یونیفرم دار آمریکا هستند که تنها شامل افسران ویژه هستند؛ بدون هیچ کادر سرباز خدمتی یا افسر کادر. مأموریت اصلی سپاه NOAA نظارت بر شرایط اقیانوسی، پشتیبانی از آبراه‌های اصلی و نظارت بر شرایط جوّی می‌باشد.
سپاه NOAA منشأ اصلی خود را تأسیس سپاه بازرسی ساحلی و ژئودزی ایالات متحده در ۲۲ ماه مه ۱۹۱۷ میلادی می‌داند که این واحد خدماتی این روز را به عنوان زادروز خود می‌شناسد. سپاه نظارت ساحلی و ژئودزی در سال ۱۹۶۵ میلادی به سپاه دولتی خدمات علم محیط زیست (سپاه ESSA)تبدیل شد که سال ۱۹۷۰ به سپاه NOAA تغییر یافت.